# 1848年フランス大統領選挙
1848年フランス大統領選挙（1848ねんフランスだいとうりょうせんきょ、フランス語: Élection présidentielle française de 1848）は、1848年12月10日および11日にフランスで行われた大統領の選挙（第1期）である。

## 概要
二月革命後、ルイ・フィリップの七月王政を立憲共和制に置き換えた（フランス第二共和政）。第二共和政は臨時政府と執行委員会で構成され、憲法制定議会の選挙が実施された。国民憲法制定議会は第二共和政憲法を起草する任務を負い、打倒された君主制に代わる新しい国家元首の定義が規定された。
第一共和政時代の執行委員会型ではなく、憲法委員会は行政権を一個人に委ねることを決定した。

## 選挙データ
憲法委員会は5月下旬、大統領を男性普通選挙で選出することを決定した。大統領選挙の手続きは10月6日の国民投票で批准され、11月12日に採択された憲法に盛り込まれた。カヴァニャックは、ルイ・ナポレオンの妨げになりかねない法的措置に繰り返し反対し、その方が共和国にとって良いという様々な正当化を行った。アレクシス・ド・トクヴィルは「議会によって選ばれた場合、執行部は弱すぎる」と主張した。10月に憲法が議論される頃には、大統領選挙への反対は君主制主義者とルイ・ナポレオンを阻止しようとする共和主義者で構成されていた。選挙は12月10日に予定されていた。
憲法には1回投票の規定しか含まれておらず、得票が過半数に達しない場合、国民議会が当選者を選出することになっていた。ルイ・ウジェーヌ・カヴァニャックは、選挙が国民議会に届いた場合、勝利が確実であるように見えた。ルイ・ナポレオンの勝利は広く予想されていたが、何%の差で勝利するかは不明だった。彼が過半数を欠き、議会で敗北する可能性が現実にあった。

### 元首
- 暫定政府主席：ルイ・ウジェーヌ・カヴェニャック

### 投票日
- 1848年12月10日-11日

### 選挙制度
- 二回投票制

有効投票の過半数を獲得した候補がいない場合、国民議会が選出する。

#### 投票方法
- 秘密投票、単記投票、記号式、1票制

#### 選挙権
- 満21歳以上のフランス国民男子

#### 被選挙権
- 満25歳以上のフランス国民男子

#### 有権者数
- 9,977,452

## 選挙結果

### 候補者別得票結果
| 候補者             | 候補者                                       | 所属政党           | 得票数    | 得票率 | 得票率 |
| ------------------ | -------------------------------------------- | ------------------ | --------- | ------ | --- |
|                    | ルイ＝ナポレオン・ボナパルト                 | ボナパルティスト   | 5,587,759 | 74.31% | ナポレオン (74.31%) カヴェニャック (19.61%) ルドル・ロラン (5.07%) ラスパイユ (0.49%) ラマルティーヌ (0.28%) チャンガルニエ (0.06%) その他 (0.18%) |
|                    | ルイ・ウジェーヌ・カヴェニャック             | 穏健派共和党       | 1,474,687 | 19.61% | ナポレオン (74.31%) カヴェニャック (19.61%) ルドル・ロラン (5.07%) ラスパイユ (0.49%) ラマルティーヌ (0.28%) チャンガルニエ (0.06%) その他 (0.18%) |
|                    | アレクサンドル・オーギュスト・ルドル・ロラン | 山岳派             | 381,026   | 5.07%  | ナポレオン (74.31%) カヴェニャック (19.61%) ルドル・ロラン (5.07%) ラスパイユ (0.49%) ラマルティーヌ (0.28%) チャンガルニエ (0.06%) その他 (0.18%) |
|                    | フランソワ・ヴァンサン・ラスパイユ           | 社会主義者         | 37,121    | 0.49%  | ナポレオン (74.31%) カヴェニャック (19.61%) ルドル・ロラン (5.07%) ラスパイユ (0.49%) ラマルティーヌ (0.28%) チャンガルニエ (0.06%) その他 (0.18%) |
|                    | アルフォンス・ド・ラマルティーヌ             | 自由主義者         | 21,032    | 0.28%  | ナポレオン (74.31%) カヴェニャック (19.61%) ルドル・ロラン (5.07%) ラスパイユ (0.49%) ラマルティーヌ (0.28%) チャンガルニエ (0.06%) その他 (0.18%) |
|                    | ニコラ・チャンガルニエ                       | レジティミスム     | 4,975     | 0.06%  | ナポレオン (74.31%) カヴェニャック (19.61%) ルドル・ロラン (5.07%) ラスパイユ (0.49%) ラマルティーヌ (0.28%) チャンガルニエ (0.06%) その他 (0.18%) |
|                    | その他候補者                                 | その他候補者       | 12,435    | 0.18%  | ナポレオン (74.31%) カヴェニャック (19.61%) ルドル・ロラン (5.07%) ラスパイユ (0.49%) ラマルティーヌ (0.28%) チャンガルニエ (0.06%) その他 (0.18%) |
| 総計               | 総計                                         | 総計               | 7,519,035 | 100.0% | ナポレオン (74.31%) カヴェニャック (19.61%) ルドル・ロラン (5.07%) ラスパイユ (0.49%) ラマルティーヌ (0.28%) チャンガルニエ (0.06%) その他 (0.18%) |
| 有効票数（有効率） | 有効票数（有効率）                           | 有効票数（有効率） | 7,519,035 | 99.68% | ナポレオン (74.31%) カヴェニャック (19.61%) ルドル・ロラン (5.07%) ラスパイユ (0.49%) ラマルティーヌ (0.28%) チャンガルニエ (0.06%) その他 (0.18%) |
| 無効票数（無効率） | 無効票数（無効率）                           | 無効票数（無効率） | 23,901    | 0.32%  | ナポレオン (74.31%) カヴェニャック (19.61%) ルドル・ロラン (5.07%) ラスパイユ (0.49%) ラマルティーヌ (0.28%) チャンガルニエ (0.06%) その他 (0.18%) |
| 投票者数（投票率） | 投票者数（投票率）                           | 投票者数（投票率） | 7,542,936 | 75.60% | ナポレオン (74.31%) カヴェニャック (19.61%) ルドル・ロラン (5.07%) ラスパイユ (0.49%) ラマルティーヌ (0.28%) チャンガルニエ (0.06%) その他 (0.18%) |
| 棄権者数（棄権率） | 棄権者数（棄権率）                           | 棄権者数（棄権率） | 2,434,516 | 24.40% | ナポレオン (74.31%) カヴェニャック (19.61%) ルドル・ロラン (5.07%) ラスパイユ (0.49%) ラマルティーヌ (0.28%) チャンガルニエ (0.06%) その他 (0.18%) |
| 有権者数           | 有権者数                                     | 有権者数           | 9,977,452 | 100.0% | ナポレオン (74.31%) カヴェニャック (19.61%) ルドル・ロラン (5.07%) ラスパイユ (0.49%) ラマルティーヌ (0.28%) チャンガルニエ (0.06%) その他 (0.18%) |